# Eparchia Palai
Eparchia Palai – eparchia Kościoła katolickiego obrządku syromalabarskiego w Indiach. Została utworzona w 1950 z terenu  eparchii Changanacherry. 

## Ordynariusze
- Sebastian Vayalil † (1950–1986)
- Joseph Pallikaparampil (1981–2004)
- Joseph Kallarangatt, od 2004